# La balada de Hugo Sánchez
La balada de Hugo Sánchez (o estilizado en pantalla como Club de Cuervos presenta: La balada de Hugo Sánchez) es una serie web mexicana de comedia dramática, que se estrenó el 17 de junio de 2018 en la plataforma streaming de Netflix. La serie es un spin-off basado en el personaje Hugo Sánchez que pertenece a la serie mexicana Club de Cuervos.

## Elenco
- Jesús Zavala como Hugo Sánchez
- Pedro Miguel Arce como Panda
- Marcela Mar como Abril
- Luis Gerardo Méndez como Salvador «Chava» Iglesias
- Mariana Treviño como Isabel Iglesias
- Gianina Arana como Dalia
- Alejandra Zuleta como Rosa
- Juan Esteban Aponte como Elvis